# Vacherin
El vacherin és un formatge fet amb llet de vaca, de pasta crua premsada, suau i elàstica. És madurat durant un període mínim de tres setmanes i té un gust lleugerament salat i textura cremosa. Es presenta amb forma de barra i envoltat d'una crosta d'escorça d'avet.
És originari de la  Savoia. Les varietats més populars són el vacherin friburguès i el vacherin Mont-d'Or.